# Takao Sakurai
Takao Sakurai (桜井 孝雄, Sakurai Takao) est un boxeur japonais né le 25 septembre 1941 à Sawara et mort le 10 janvier 2012 à Tokyo.

## Carrière
Il devient champion olympique des poids coqs aux Jeux de Tokyo en 1964 après sa victoire en finale contre le Sud-Coréen Jeong Sin-Jo puis passe professionnel l'année suivante.
Après 22 victoires consécutives, Sakurai s'incline aux points contre le champion WBA & WBC de la catégorie Lionel Rose le 2 juillet 1968. Il s'empare en 1969 de la ceinture de champion d'Asie OPBF en 1969 et met un terme à sa carrière après deux défenses victorieuses en 1970.

## Parcours auxJeux olympiques
Jeux olympiques d'été de 1964 à Tokyo (poids coqs) :
- Bat Brian Packer (Grande-Bretagne) 4-1
- Bat Cassis Aryee (Ghana) 5-0
- Bat Nicolae Puiu (Roumanie) 5-0
- Bat Washington Rodriguez (Uruguay) 5-0
- Bat Jeong Sin-Jo (Corée du Sud) par KO à la 2e reprise